# ميثريداتس الرابع ملك بونتوس
ميثريداتس الرابع ملك بونتوس هو ملك بونتوس، ولد عام 132 ق. م، كان ميتريداتس في الثانية عشرة من عمره عندما ارتقى عرش مملكة بونتوس في آسيا الصغرى في عام 120 ق. م إلى عام 63 ق. م. وما كاد يبلغ السن القانونية لتسلّم السلطة حتى شرع في تحطيم الامبراطورية الرومانية النامية. ففي عام 88 ق. م احتل أجزاء من آسيا الصغرى كانت بين أيدي الرومان، الأمر الذي جرُّ عليه غضب الجمهورية الرومانية بشخص سولا الذي سحقه في المعركة، وأجبره على مغادرة البلاد. غير ان الرومان الذين خلّفهم سولا وراءه تصرّفوا تصرفاً سيئاً للغاية، فرجا الآسيويون الأصليون ميتريداتس ان يخفّ إلى مساعدتهم في طرد هؤلاء. وأسفر ذلك عن الحرب الميتريداتية الثانية التي حالفه فيها النجاح العظيم. ولكن في عام 68 ق. م، ومع انه هُزم هزيمة منكرة على يد لوشيوس ليتشينوس لوكولوكس في آرتكساتا، وبعد ذلك بسنتين، هُزم أيضاً على يد غنايوس بومبيوس ماغنوس على ضفاف نهر الفرات.
وانتحر ميتريداتس في عام 63 ق. م، وكانت نهاية غير مشرّفة لحياة رائعة.فلقد كان رجلاً محباً للثقافة، يتكلم أكثر من عشرين لغة ولهجة، ويقتني مجموعة من الرسوم.